# Ernest Vervier
Ernest Vervier – belgijski konstruktor broni strzeleckiej.
Ernest Vervier był zatrudniony w Herstal w Fabrique Nationale (FN). Twórca m.in. uniwersalnego 7,62 mm karabinu maszynowego FN MAG oraz 7,62 mm karabinu FN FAL i 5,56 mm karabinu FN CAL. 